# وفاداری حالات کوانتومی
وفاداری کوانتومی (انگلیسی: Quantum Fidelity) معیاری برای اندازه‌گیری میزان شباهت بین دو حالت کوانتومی است و اغلب برای سنجش کارایی الگوریتم‌ها و پروتکل‌های کوانتومی به کار می‌رود. این معیار، هم‌پوشانی بین دو حالت کوانتومی را بررسی کرده و نشان می‌دهد که این دو حالت تا چه حد مشابه هستند. وفاداری کوانتومی در ارزیابی دقت و قابلیت اطمینان در پردازش و انتقال اطلاعات کوانتومی نقش مهمی ایفا می‌کند و به همین دلیل در زمینه‌های رمزنگاری، محاسبات و شبکه‌های کوانتومی اهمیت فراوانی دارد.

## تعریف ریاضی وفاداری کوانتومی
وفاداری کوانتومی یک مفهوم کلیدی در نظریه اطلاعات کوانتومی است که برای سنجش میزان شباهت یا هم‌پوشانی دو حالت کوانتومی (حالت‌های چگالی) به کار می‌رود. در واقع، وفاداری به ما این امکان را می‌دهد که ارزیابی کنیم که یک سیستم کوانتومی چقدر به یک حالت هدف (مرجع) شباهت دارد. این معیار معمولاً در تحلیل‌هایی که مربوط به اندازه‌گیری کیفیت حفظ اطلاعات در فرآیندهای کوانتومی است، کاربرد دارد.

### فرمول وفاداری کوانتومی
وفاداری کوانتومی میان دو ماتریس چگالی ρ۱ و ρ۲ به‌طور ریاضی با استفاده از فرمول زیر تعریف می‌شود:
F(ρ۱,ρ۲)=(Trρ۱ρ۲ρ۱)
در این فرمول:
- ρ۱ و ρ۲ ماتریس‌های چگالی سیستم‌های کوانتومی هستند.
- Tr نماد عملیات ردیف‌گیری (Trace) است که مجموع مقادیر اصلی یک ماتریس را محاسبه می‌کند.
- ρ۱ و ρ۲ ریشه‌های ماتریسی از ماتریس‌های چگالی هستند.

وفاداری کوانتومی عددی بین ۰ و ۱ دارد:
- F(ρ۱,ρ۲)=۱ نشان‌دهنده این است که دو ماتریس چگالی دقیقاً مشابه هم هستند (یعنی دو سیستم کوانتومی مشابه به هم رفتار می‌کنند).
- F(ρ۱,ρ۲)=۰ به این معنی است که دو ماتریس چگالی کاملاً متفاوت هستند.

### ویژگی‌ها و کاربردهای وفاداری کوانتومی
- غیر منفی بودن: F(ρ۱,ρ۲)≥۰ برای هر دو ماتریس چگالی برقرار است.
- تقارن: وفاداری به‌طور کامل تقارن دارد، یعنی F(ρ۱,ρ۲)=F(ρ۲,ρ۱).
- حداکثر وفاداری: زمانی که ρ۱=ρ۲، مقدار وفاداری به بیشترین مقدار خود، یعنی ۱ می‌رسد.

وفاداری کوانتومی معمولاً برای سنجش میزان شباهت میان دو حالت استفاده می‌شود. این معیار می‌تواند در بسیاری از مسائل مرتبط با سیستم‌های کوانتومی، از جمله در فرآیندهای اندازه‌گیری، ارزیابی پایداری کوانتومی و در تعیین کیفیت ارتباطات کوانتومی کاربرد داشته باشد.
فرض کنید که دو سیستم کوانتومی در حال تعامل با یکدیگر هستند و ماتریس‌های چگالی آن‌ها به ترتیب ρ۱ و
ρ۲ باشند. اگر مقدار وفاداری کوانتومی این دو سیستم نزدیک به ۱ باشد، این به این معنی است که سیستم‌ها در وضعیت مشابه قرار دارند و احتمال موفقیت در برقراری ارتباط کوانتومی یا انتقال اطلاعات کوانتومی بین آن‌ها زیاد است. در مقابل، اگر وفاداری نزدیک به صفر باشد، این نشان‌دهنده تفاوت زیادی بین دو سیستم است.

## فرمول‌های جایگزین و مقایسه با معیارهای دیگر
در کنار معیار وفاداری کوانتومی، چندین معیار دیگر برای سنجش شباهت یا فاصله بین حالات کوانتومی وجود دارند. این معیارها معمولاً در تحلیل‌های کوانتومی و در کاربردهای مختلف نظریه اطلاعات کوانتومی به کار می‌روند. در این بخش، به معرفی و مقایسه برخی از این معیارها پرداخته می‌شود.

### فاصله بِری (Bures Distance)
فاصله بِری یکی از معیارهای اصلی است که برای اندازه‌گیری فاصله بین دو ماتریس چگالی (density matrices) استفاده می‌شود. این معیار ارتباط نزدیکی با وفاداری کوانتومی دارد و معمولاً در مواردی که فاصله بین دو سیستم کوانتومی به‌طور دقیق‌تر بررسی می‌شود، کاربرد دارد. فاصله بِری به صورت زیر تعریف می‌شود:
D(ρ۱,ρ۲)=۲(۱−F(ρ۱,ρ۲))
در اینجا ρ۱ و ρ۲ ماتریس‌های چگالی دو سیستم کوانتومی هستند و F(ρ۱,ρ۲) همان وفاداری میان این دو سیستم است. با استفاده از این فرمول، می‌توان میزان فاصله و تفاوت میان دو حالت کوانتومی را ارزیابی کرد.

### اطلاعات متقابل کوانتومی (Quantum Mutual Information)
در نظریه اطلاعات کوانتومی، یکی از معیارهای رایج برای اندازه‌گیری میزان اطلاعات مشترک میان دو سیستم، اطلاعات متقابل کوانتومی است. این معیار به‌طور خاص برای تحلیل ارتباط میان سیستم‌ها و بررسی میزان هم‌پوشانی اطلاعات در نظر گرفته می‌شود. فرمول اطلاعات متقابل به صورت زیر است:
I(A,B)=S(A)+S(B)−S(A,B)
در این فرمول، S(A) و S(B) آنتروپی شانون از سیستم‌های A و B هستند و S(A,B) آنتروپی مشترک سیستم‌های A و B را نشان می‌دهد. این معیار می‌تواند اطلاعات موجود در یک سیستم را قبل و بعد از تعاملات مورد تجزیه و تحلیل قرار دهد.

### تلاقی (Concurrence)
تلاقی یکی دیگر از معیارهای مهم در نظریه اطلاعات کوانتومی است که بیشتر در سیستم‌های دو جزئی کاربرد دارد. این معیار معمولاً برای اندازه‌گیری میزان همبستگی کوانتومی و بررسی ماهیت «کوانتومی» بودن سیستم به کار می‌رود. فرمول مربوط به تلاقی به شکل زیر است:
C(ρ)=max{0,λ۱−λ۲−λ۳−λ۴}
در این فرمول، λ۱,λ۲,λ۳,λ۴ مقادیر ویژه‌ای هستند که از ماتریس چگالی ρ و ماتریس‌های مشابه آن به دست می‌آیند. معیار تلاقی می‌تواند به‌طور مؤثر میزان همبستگی میان دو سیستم کوانتومی را اندازه‌گیری کند و در تجزیه و تحلیل‌های مرتبط با بهینه‌سازی یا شناخت رفتارهای سیستم‌های پیچیده کاربرد داشته باشد.

### دوران (Spin) و معیارهای همبستگی در سیستم‌های چندجزئی
در سیستم‌های پیچیده‌تری که شامل چندین جزء هستند، معیارهای همبستگی مانند دوران (Spin) می‌توانند برای بررسی میزان ارتباطات میان اجزای مختلف سیستم استفاده شوند. این معیارها معمولاً برای تحلیل سیستم‌های کوانتومی که تعاملات پیچیده‌ای میان اجزای مختلف دارند، استفاده می‌شوند.

## کاربردهای تخصصی وفاداری کوانتومی
وفاداری کوانتومی در حوزه‌های مختلف علوم و فناوری‌های کوانتومی به کار می‌رود و نقش بسیار مهمی در تحلیل کارایی سیستم‌های کوانتومی ایفا می‌کند:
1. رمزنگاری کوانتومی: وفاداری کوانتومی در پروتکل‌های رمزنگاری مانند پروتکل BB84 برای ارزیابی امنیت به کار می‌رود. با محاسبه وفاداری بین حالت ارسال‌شده و حالت دریافتی، می‌توان تشخیص داد که آیا استراق سمع یا دستکاری در کانال انتقال رخ داده است یا خیر. در این حالت، وفاداری بالا نشان‌دهنده انتقال موفقیت‌آمیز اطلاعات است.
2. تصحیح خطای کوانتومی: در سیستم‌های کوانتومی، خطاهایی به دلیل نویز و تداخل محیطی رخ می‌دهند. با استفاده از وفاداری کوانتومی می‌توان ارزیابی کرد که کدهای تصحیح خطا چقدر موفق به بازیابی حالت اصلی شده‌اند. وفاداری کوانتومی معیاری است که میزان بازسازی حالت اصلی را نشان می‌دهد و برای ارزیابی کارایی کدهای تصحیح خطا حیاتی است.
3. شبکه‌های کوانتومی و تله‌پورتاسیون: در پروتکل‌هایی مانند تله‌پورتاسیون کوانتومی، وفاداری کوانتومی معیار مهمی برای سنجش کیفیت انتقال حالت کوانتومی از یک نقطه به نقطه دیگر است. با اندازه‌گیری وفاداری بین حالت اصلی و حالت منتقل‌شده، می‌توان ارزیابی کرد که انتقال چقدر دقیق بوده است.
4. آزمایش‌های تجربی در فیزیک کوانتومی: در آزمایش‌های تجربی، وفاداری کوانتومی برای اندازه‌گیری کیفیت تکرارپذیری و پایداری حالت‌های کوانتومی استفاده می‌شود. این معیار به محققان اجازه می‌دهد که اثرات نویز و ناپایداری‌های محیطی را بررسی کرده و بهینه‌سازی‌های لازم را برای سیستم‌های آزمایشگاهی ایجاد کنند.

## تاریخچه و توسعه مفهوم وفاداری کوانتومی
مفهوم وفاداری کوانتومی نخستین بار توسط بنجامین شوماخر در دهه ۱۹۹۰ معرفی شد. شوماخر این مفهوم را به عنوان روشی برای اندازه‌گیری احتمال موفقیت انتقال بین دو حالت کوانتومی معرفی کرد. با توسعه علوم اطلاعات کوانتومی و پیشرفت‌های صورت گرفته در دهه‌های اخیر، وفاداری کوانتومی به عنوان یکی از معیارهای کلیدی در علوم کوانتومی به رسمیت شناخته شده و به‌طور گسترده در محاسبات کوانتومی، رمزنگاری کوانتومی، و شبکه‌های کوانتومی به کار گرفته می‌شود.